# Робакидзе, Венедикт Ипполитович
Венедикт Ипполитович Робакидзе — советский хозяйственный, государственный и политический деятель, Герой Социалистического Труда.

## Биография
Родился в 1909 году на территории Грузии. Член КПСС.
С 1929 года — на хозяйственной, общественной и политической работе. В 1929—1979 гг. — мастер магистральных линий связи Кутаисского района Грузинской ССР, монтёр Кутаисского эксплуатационно-технического узла связи, участник Великой Отечественной войны, вновь монтёр Кутаисского эксплуатационно-технического узла связи Министерства связи Грузинской ССР.
Указом Президиума Верховного Совета СССР от 4 мая 1971 года за выдающиеся успехи, достигнутые в выполнении заданий пятилетнего плана по развитию средств связи, телевидения и радиовещания, присвоено звание Героя Социалистического Труда с вручением ордена Ленина и золотой медали «Серп и Молот».
Жил в Кутаиси.